# Fagyöngyök
Fagyöngyök (en hongarès vesc) és una pel·lícula documental hongaresa del 1978 en blanc i negre dirigida per Judit Ember com a seqüela de la pel·lícula Tanthörténet, filmada el 1973 i posteriorment prohibida. Segons molts, aquesta obra és la més sensible i lírica de les pel·lícules considerades l'Escola de Budapest. En aquesta història separada, l'espectador pot seguir el destí posterior de la coneguda adolescent Nóra, ara mare de dos fills embarassada que lluita amb la seva família per sobreviure cada dia.

## Història
El cap de família és el torner Jenő Sipos, que recull vesc en el seu temps lliure. Juntament amb la seva parella, la Nóra, els lliga en rams a les nits i després els ven al mercat matinal per tal d'aportar diners extra a la seva família. A més de la feina, Jenő assisteix a un curs de conducció, on l'instructor li ofereix un cotxe de 17 anys amb "gran espai per a l'equipatge, durador i fiable". Al final, l'OPEL Rekord continua sent un "somni socialista". Tanmateix, amb la seva sensibilitat i sinceritat característiques, Judit Ember acompanya els seus espectadors a la classe mitjana baixa dels anys 70, que també és un document històric des dels ulls d'avui.

## Preparació
Les escenes de la pel·lícula són petits episodis dramàtics independents, on la directora mostra els personatges des d'una proximitat molt íntima i propera. Així, per exemple, la càmera està allà al llit conjugal quan Jenő i Nóra estan discutint la compra del cotxe nou, però també està present a la fàbrica quan els treballadors estan parlant entre ells o quan beuen al pub després de la feina. Les situacions no són estranyes als actors, ja que tots representen situacions que han viscut abans en algun moment de la seva vida. Jenő i Nóra no estan casats, però a instàncies de la seva mare, finalment cedeixen i es presenten davant el registrador, perquè al cap i a la fi, "aquest és l'ordre del món des del punt de vista dels fills".